# Ninurta-nadin-apli
Ninurta-nadin-apli (akad' Ninurta-nādin-apli) – wysoki dostojnik pełniący urząd „wezyra” (sukkallu) na dworze asyryjskiego króla Tiglat-Pilesera I (1114-1076 p.n.e.). Występuje jako eponim (limmu) w kolofonie  jednej z inskrypcji tego króla.